# Piet Kraak
Pieter Cornelis Kraak (Velsen, 20 agosto 1928 – Copenaghen, 28 aprile 1984) è stato un calciatore olandese, di ruolo portiere.

## Carriera
Con la nazionale olandese prese parte alle Olimpiadi del 1948 e del 1952.